# Raridades (álbum de Cássia Eller)
Raridades é uma coletânea com  músicas da carreira da cantora brasileira Cássia Eller, contendo algumas canções que ela lançou em seus discos, e outras que faziam parte de songbooks ou eram inéditas.

## Faixas
| N.º | Título                                                 | Compositor(es)                                      | Duração |  |
| 1.  | "Admirável Gado Novo"                                  | Cássia Eller                                        | 4:29    |  |
| 2.  | "Milagreiro"                                           | Djavan; Participação Especial: Cássia Eller         | 5:45    |  |
| 3.  | "Dora (Participação Especial: Marco Pereira)"          | Marco Pereira; Cássia Eller                         | 5:19    |  |
| 4.  | "Toda Vez Que Eu Digo Adeus (Everytime I Say Goodbye)" | Cássia Eller                                        | 4:04    |  |
| 5.  | "Saudade Fez Um Samba"                                 | Cássia Eller                                        | 2:41    |  |
| 6.  | "Juventude Transviada"                                 | Luiz Melodia; Cássia Eller                          | 4:38    |  |
| 7.  | "Nasci para Chorar (Born to Cry)"                      | Cássia Eller                                        | 2:35    |  |
| 8.  | "Blues Da Piedade"                                     | Cássia Eller                                        | 5:28    |  |
| 9.  | "Oriente"                                              | Cássia Eller                                        | 3:17    |  |
| 10. | "Malandragem"                                          | Barão Vermelho; Cássia Eller                        | 4:33    |  |
| 11. | "Bufo & Spallanzani: Dentro De Ti"                     | Cássia Eller                                        | 3:51    |  |
| 12. | "Golden Slumbers"                                      | Cássia Eller                                        | 5:27    |  |
| 13. | "Woman Is the Nigger Of The World"                     | Cássia Eller                                        | 4:59    |  |
| 14. | "Mr. Scarecrow"                                        | Herbert Vianna; Participação Especial: Cássia Eller | 3:06    |  |
| 15. | "Smells Like Teen Spirit"                              | Kurt Cobain, Dave Grohl e Krist Novoselic           | 5:15    |  |